# Nicolaus virgator
Nicolaus virgator är en insektsart som beskrevs av Stiller 1998. Nicolaus virgator ingår i släktet Nicolaus och familjen dvärgstritar. Inga underarter finns listade i Catalogue of Life.